# Agustín Bavasso
Agustín Nicolás Bavasso (Morón, Buenos Aires, 16 de enero de 1997) es un basquetbolista argentino que se desempeña como base en el Club Morón de la Liga Metropolitana de FEBAMBA en Argentina. 

## Trayectoria
Bavasso empezó a practicar básquetbol en el Deportivo Morón, pasando luego al Ramos Mejía LTC. Integró los seleccionados de Capital Federal en torneos juveniles, siendo parte del equipo que triunfó en el Campeonato Argentino de Básquet Sub-13 de 2010.
Fue reclutado por Ferro en enero de 2015. Con el club porteño jugó principalmente en la Liga de Desarrollo, aunque tuvo la oportunidad de actuar también en la Liga Nacional de Básquet. Por esa época se destacó también en el básquetbol 3x3, disputando el Tour 3x3 con su club y ganando el Torneo Abierto de Básquet 3x3 del Juego de las Estrellas de la Liga Nacional de Básquet 2015 en compañía de Matías Aranda, Cristian Domínguez y Roberto Valoise Testón.
En 2017 dejó Ferro, pasando a convertirse en un jugador regular de la Liga Metropolitana de FEBAMBA, el Torneo Pre-Federal de FEBAMBA y el Torneo Federal de Básquetbol. Estuvo en ICD Pedro Echagüe, Deportivo Morón, Racing Club, All Boys, Institución Sarmiento, Club Morón, Gimnasia y Esgrima de Ituzaingó y Ateneo Popular Versailles.
Con el representativo de la Universidad Nacional de Hurlingham volvió a competir en el básquetbol 3x3, obteniendo medalla de plata en los torneos masculinos de la especialidad de los Juegos Universitarios Argentinos en 2022 y 2023. 

### Clubes
| Club                     | País      | Año           |
| ------------------------ | --------- | ------------- |
| Ferro                    | Argentina | 2015-2017     |
| ICD Pedro Echagüe        | Argentina | 2017-2018     |
| Deportivo Morón          | Argentina | 2018          |
| Racing de Avellaneda     | Argentina | 2018-2019     |
| All Boys                 | Argentina | 2019          |
| Institución Sarmiento    | Argentina | 2020-2021     |
| GEI                      | Argentina | 2021-2022     |
| Club Morón               | Argentina | 2022          |
| Ateneo Popular Versalles | Argentina | 2023          |
| Club Morón               | Argentina | 2024-presente |